# آق‌بلاغ (شهرکرد)
آق‌بلاغ روستایی از توابع شهرستان شهرکرد در استان چهارمحال و بختیاری است

## جمعیت
این روستا در دهستان لار قرار دارد و براساس سرشماری مرکز آمار ایران در سال ۱۳۸۵، جمعیت آن ۳۴۳ نفر (۹۲خانوار) بوده‌است.

## وجه تسمیه
واژه آق بلاغ از ترکیب دو واژه ترکی (آق) به معنای سفید و (بلاغ) به معنای چشمه تشکیل شده است که به معنای چشمه سفید می باشد . و این نام به دلیل وجود چشمه هایی با آب زلال و خروشان برای این روستا انتخاب شده است .